# Saar-Westrich-Weg
Der Saar-Westrich-Weg des Saarwaldvereins führt von der Gemeinde Kirkel in die pfälzische Gemeinde Rammelsbach. Der Weg ist mit zwei waagrechten Balken gekennzeichnet, wobei der obere Balken grün und der untere weiß ist.

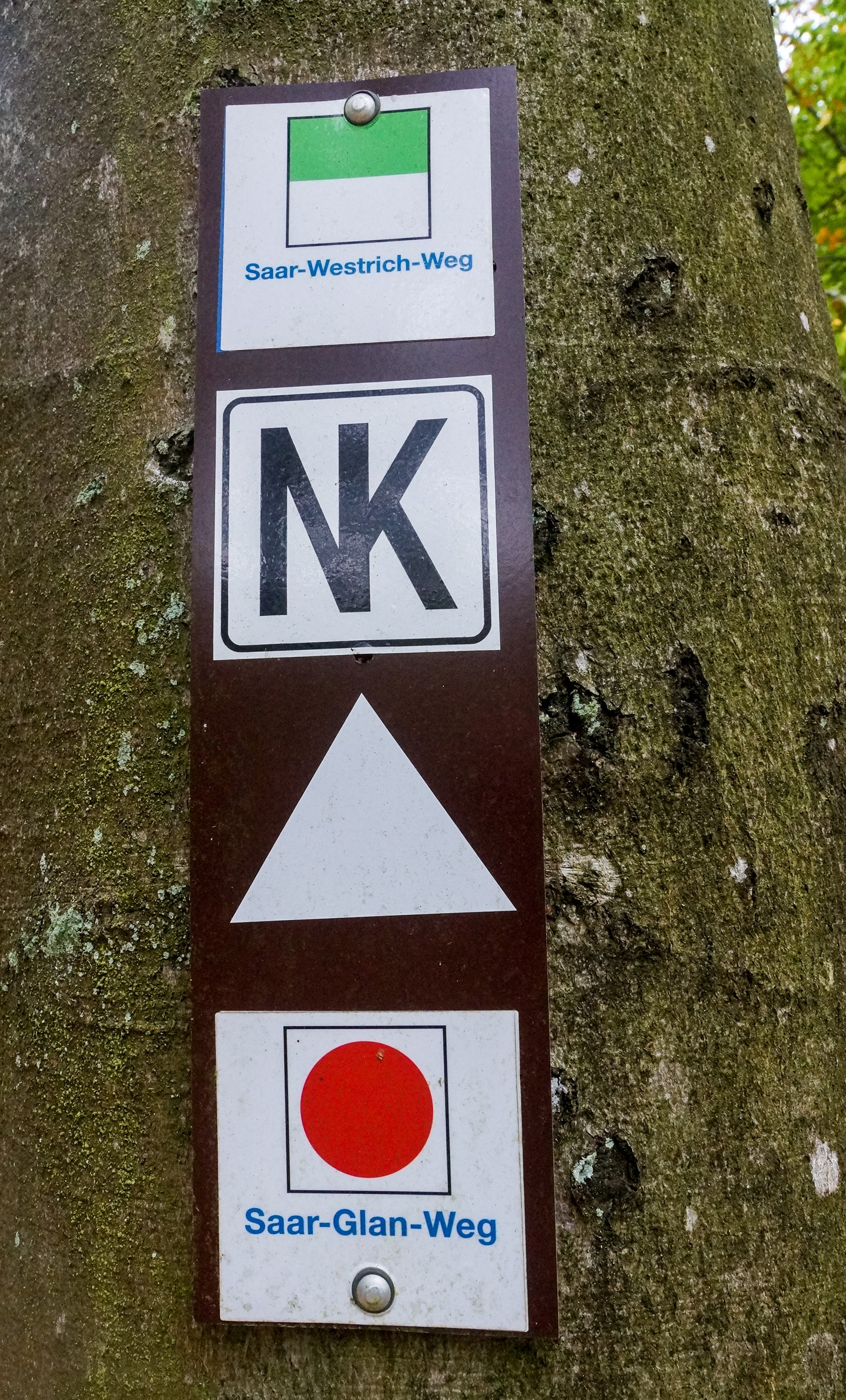
Wanderwege im Saarland. Beispiel oben Saar-Westrich-Weg

## Verlauf
Der Weg beginnt an der Burg von Kirkel und führt in Richtung Norden. Gleich nach Verlassen des Ortes Kirkel erreicht der Wanderer nahe der Autobahn Saarbrücken–Mannheim die Silbersandquelle. Sie wird durch Grundwasser gespeist. Die Autobahn unterquerend, führt der Weg durch den Wald nach Neunkirchen (Saar), wo er die Blies überquert.  Der Saar-Westrich-Weg wird nach dem Verlassen der Stadt seinem Charakter als Höhenweg gerecht. Er steigt nun stetig an und führt über Münchwies zum Höcherberg, wo der dort befindliche Aussichtsturm einen herrlichen Ausblick auf das Saarland und die Westpfalz ermöglicht. Weiter auf der Höhe verlaufend, erreicht der Weg die Reste der Grube Nordfeld, ehe er bei Dunzweiler die Grenze zu Rheinland-Pfalz überschreitet. Der Wanderer hat auf dem weiteren Weg nach Krottelbach Ausblicke auf die ländlich geprägte Westpfalz und das Saarland. Der Weg führt vom Wanderheim des Pfälzerwald-Vereins in Krottelbach nach Herschweiler-Pettersheim, wo der Ohmbach überquert wird. Weiter in der Höhe verlaufend, quert der Weg die A 62 und erreicht Rammelsbach.